# Фармингдејл (Њујорк)
Фармингдејл (енгл. Farmingdale) град је у америчкој савезној држави Њујорк.

## Демографија
По попису из 2010. године број становника је 8.189, што је 210 (-2,5%) становника мање него 2000. године.
| Група             | 2000.         | 2010.         |
| Белци             | 6.789 (80,8%) | 6.315 (77,1%) |
| Афроамериканци    | 135 (1,6%)    | 210 (2,6%)    |
| Азијати           | 311 (3,7%)    | 448 (5,5%)    |
| Хиспаноамериканци | 1.056 (12,6%) | 1.122 (13,7%) |
| Укупно            | 8.399         | 8.189         |